# جویزکیم داوا
جویزکیم داوا (انگلیسی: Joyskim Dawa؛ زادهٔ ۹ آوریل ۱۹۹۶) بازیکن فوتبال اهل کامرون است که در پست مدافع برای باشگاه فوتبال ماریوپول در لیگ برتر فوتبال اوکراین بازی می‌کند.
از باشگاه‌هایی که در آن بازی کرده‌است می‌توان به باشگاه فوتبال موناکو اشاره کرد.
وی همچنین در تیم ملی فوتبال کامرون بازی کرده‌است.